# سيربوبارد

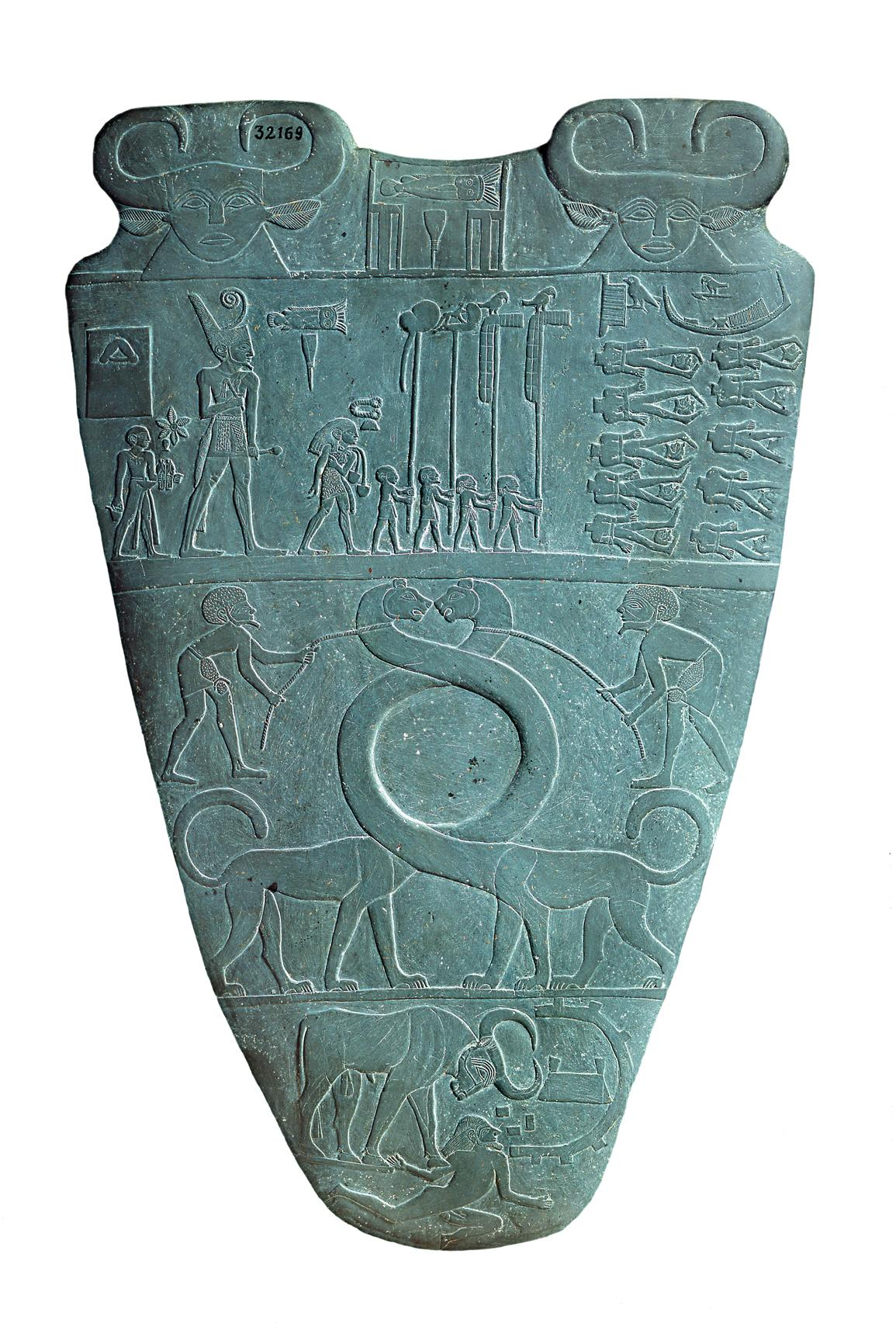
لوحة نارمر مع انخفاض مركزي لخلط مستحضرات التجميل. (3200-3000 قبل الميلاد)

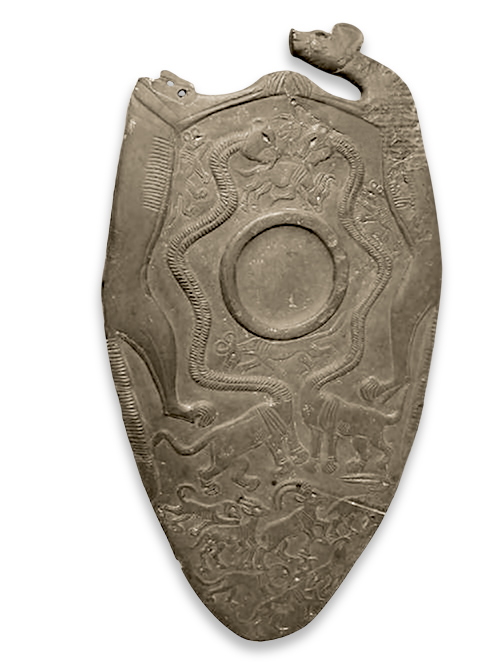
لوحة أكسفورد من نقادة. متحف أشموليان.

السربوبارد هو حيوان أسطوري معروف من فن مصر القديمة وفن بلاد ما بين النهرين. كلمة "سربوبارد" هي مصطلح حديث. وهي تكوين لفظي من "أفعى" و"فهد"، مشتقة من التفسير أن هذا الكائن يمثل حيوانًا بجسم فهد ورقبة ورأس طويلة تشبه الأفعى. ومع ذلك، فقد تم تفسيرها أيضًا على أنها "أسود برقبة أفعى". لا يوجد اسم معروف لهذا الكائن في أي نصوص قديمة.

## صور
يظهر هذا الكائن بشكل خاص على صلايات مزخرفة من عصر ما قبل الأسرات في مصر، وبشكل أكثر انتشارًا كتصاميم على الأختام الأسطوانية في فترة أوروك (حوالي 3500-3000 قبل الميلاد). تشمل الأمثلة لوحة نعرمر ولوحة أكسفورد. يعرض الختم الأسطواني من أوروك (الصورة أعلاه) هذا النمط بوضوح. عادةً ما يتم تصوير كائنين بأعناق متشابكة.

## تفسيرات
عادةً ما يُصنف السربوبارد ككائن سنوري، ومع الفحص الدقيق يتشابه مع لبؤة ذات عنق طويل غير عادي. يحمل خصلة مميزة في نهاية الذيل، ولا توجد بقع، والرأس المستدير ذو الأذنين يشبه لبؤة أكثر من الأفعى، لأن الأفاعي ليس لها آذان، ولا توجد ميزات أفعوانية نموذجية مثل القشور أو اللسان أو شكل الرأس الزاحفي.
يُعتقد أن السربوبارد في الفن المصري القديم يمثل "رمز الفوضى التي كانت تسود خارج حدود مصر"، والتي يجب على الملك ترويضها. عادةً ما يتم تصويرها مقهورة أو مقيّدة، كما في لوحة نارمر، أو تهاجم حيوانات أخرى. لكن في فن بلاد ما بين النهرين يتم تصويرها في أزواج، بأعناق متشابكة.
يُعتبر استخدام بلاد ما بين النهرين لهذه "الأسود برقبة الأفعى" والحيوانات الأخرى والحيوانات الهجينة من قبل بعض العلماء على أنها "تجليات للجوانب الجوفية للإله الذي يمثل الحياة الطبيعية، والذي يتجلى في كل الحياة التي تنبثق من الأرض".
بالمثل لشعوب أخرى قديمة، يشتهر المصريون بدقتهم في تصوير الكائنات التي كانوا يرونها. مخلوقاتهم المركبة لها ميزات معروفة للحيوانات التي كانت تمثل في الأصل تلك الآلهة، مدمجة في مخلوقات جديدة.[بحاجة لمصدر]
لعبت اللبؤات دورًا مهمًا في المفاهيم الدينية لكل من مصر العليا ومصر السفلى، ومن المحتمل أن تكون قد تم تصنيفها كحيوانات مرتبطة بالحماية والملكية. قد تكون الأعناق الطويلة مجرد مبالغة، تُستخدم كميزة تأطير في نمط فني، إما لتشكيل منطقة خلط مستحضرات التجميل، كما في لوحة نارمر، أو تحيط بها، كما في اللوحة الصغيرة.
توجد أيضًا تصويرات لحيوانات خيالية مشابهة في عيلام وبلاد ما بين النهرين، وكذلك في العديد من الثقافات الأخرى.

## في الثقافة الشعبية
- يظهر السربوبارد في كتاب The Kane Chronicles الهرم الأحمر. حيث تم إرسال سربوباردين من قبل ست لمهاجمة فيليب المقدوني، سادي كين، كارتر كين، وخوفو. تم هزيمتهم بواسطة باستت.

- ظهر السربوبارد في لعبة الورق Magic: The Gathering في عالم أمونكيت ذو الطابع المصري. نوع مخلوقه هو "قط أفعى" وله خصائص أفعوانية صريحة لم تُشاهد في التصويرات القديمة.
- يهاجم سربوبارد مالك وكارينا في مقبرة تحت قصر الأحراري في A Song of Wraiths and Ruin بواسطة روزان أ. براون.

## روابط خارجية
- صور جيدة للوحة نارمر[وصلة مكسورة] بواسطة فرانشيسكو رافايل